# Раццетти, Альберто
Альберто Раццетти (итал. Alberto Razzetti; род. 2 июня 1999, Лаванья, Лигурия) — итальянский пловец, чемпион Европы, двукратный чемпион мира на короткой воде.

## Спортивная карьера
Принял участие в летней Универсиаде, которая проходила в 2019 году в Неаполе.
Весной 2021 года на дистанции 200 метров комплексным плаванием он установил новый национальный рекорд — 1:57,13 и выполнил норматив на этой дистанции для участия в Олимпийских играх в Токио.
В мае на чемпионате Европы по водным видам спорта, который состоялся в Будапеште, в Венгрии, Альберто завоевал первые свои награды на серьёзном крупном турнире. На дистанции 400 метров комплексным плаванием он стал вторым, проплыв за 4:11,17, а на дистанции 200 метров комплексным плаванием завоевал бронзовую медаль, проплыв в финале за 1:57,25.